# Hyetussa andalgalaensis
Hyetussa andalgalaensis är en spindelart som beskrevs av Galiano 1976. Hyetussa andalgalaensis ingår i släktet Hyetussa och familjen hoppspindlar. Inga underarter finns listade i Catalogue of Life.